# Oncorhynchus nerka
Oncorhynchus nerka, познат и као црвени лосос је врста лососа који настањује северне делове Тихог океана и река који се у њега уливају. Ова врста током мреста буде углавном црвене боје, а могу да нарасту до 84 цм и буду тешки од 2,3 до 7 килограма. Млади примерци остају у слаткој води све док не буду спремни за миграцију у океан, а до њега пређу и до 1600 км.
Исхрана ове врсте састоји се пре свега од зоопланктона. Неке популације ове врсте не мигрирају у океан и читав живот проведу у слаткој води.  

## Опис
Oncorhynchus nerka трећи је најчешћи лосос у Тихом океану. Oncorhynchus долази од грчке речи бодљикав, а nerka на руском језику значи анадромски облик. Ова риба назива се још и Suk-kegh, што значи црвену рибу. Oncorhynchus nerka су плаве боје са нијансама сребрне док живе у океану, а кад се врате у мрестилишта, њихова тела постају црвена, а главе позелене. Могу бити дужине од 60 до 84 цм и тежине од 2,3 до 7 килограма. Имају дугачке зубе, дуже од других лососа.
Настањују воде до југа од реке Колумбије у источном делу Тихог океана и око острва Хокаидо у Јапану, на западу Пацифика. Пописани су и на потезу до улаза у канадски део Арктика на истоку и реке Анадир у Сибиру, на западу. Најдаље што мигрирају је језеро Редфиш у Ајдаху, до кога им треба око 1400 км од океана, а оно се налази на 2000 м надморске висине. Неке групације ове врсте живе и размножавају се у језерима, оне су много мање и анадромне, дугачке ретко преко 35 цм. У језеру Оканаган и многим другим постоје две врсте популација ових риба, једна у потоцима, а друга која настањује обале језера.
Популација која се налази на мору је на територији вода Јукона и Британске Колумбије, Аљаске, Вашингтона, Орегона, Калифорније, Њујорка, Утаха, Ајдаха, Монтане, Неваде, Новог Мексика и  Вајоминга. Језеро Нантахала једино је у Северној Америци где се налази врста Oncorhynchus nerka. Риба пореклом из западних вода Северне Америке пуштана је у ово језеро средином шездесетих година од стране Комисије за заштиту дивљих животиња, у покушају да се успостави као врста и смањи проценат грабљивица у језеру. Oncorhynchus nerka је остала у језеру и постала омиљен улов риболоваца.
Сматра се да је ова врста изумрла у водама Јапана после 1940. године, када је хидроелектричним пројектом језеро које је настањивала постало киселије. Oncorhynchus nerka храни се зоопланктонима током животне фазе у слаткој и сланој води. Такође се храни и малим воденим организмима и инсектима, највише млади примерци.

## Животни циклус
Oncorhynchus nerka као и већина других лососа, угине након мреста. Део ове врсте не мигрира у океан и читав живот проведе у слатководним језерима. Већина их се мрести у рекама у близини језера, неки ту остану, а неке након две године живота мигрирају у океан. Одрасли примерци проводе две до три годне у океану пре него што се врате у слатке воде. Јаја ове врсте обично се излегну у року од шест до девет недеља. Мужјаци формирају хијерархије груписањем око женки које су спремне да се паре. Репродуктивни успех варира више код мужјака него код женки. Што је мужјак крупнији, веће су шансе да ће се парити. Репродуктивни успех код женки одређује се по броју јаја која полаже, величини тела и опстанку јаја, што је делом последица и квалитета воде. Просторна дистрибуција мужјака зависи од промена у репродуктивним могућностима и физичким карактеристикама места узгоја. Крупније женке имају тенденцију да се мресте у плиткој води.
У зрелости ове врсте постоји драматични сексуални диморфизам. Мужјаци пролазе кроз бројне морфолошке промене током сазревања, укључујући повећање дубине тела и дужине њушке. Величина њушке такође се повећава код женки, али  дужина пераја остаје иста. То може значити да су дуже величине њушке одабране према сексуалном положају, али висина грбе и дужина пераја нису.
Жене су одговорне за родитељску бригу. Они бирају, припремају и бране место мреста све док не угину или не мигрирају. Мужјаци уопште не учествују у неговању потомака.
Сексуално активнији примерци ове врсте су крупније рибе. Мужјаци бирају женке на основу њихове спремности за мрест и њихове величине како би максимизирали своје могућности узгоја. Већа тела омогућавају женкама да размножавају већа и бројнија јаја, бољи избор мрестилишта, способност да се бране и способност дубљег укопавања јаја, као и  пружање веће заштите. Пошто прилику да се паре имају углавном крупнији мужјаци, они углавном отерају оне ситније. 
Неке особине које воде репродуктивном успеху, попут величине тела и сексуалног диморфизма могу утицати на опстанак. То доводи до супротстављених притисака природне селекције и сексуалног одабира. Пожељнији су већи мужјаци, осим ако је ризик од предатора веома висок. Без претње од предатора, лососи који се узгајају почетком сезоне живе дуже од оних који се узгајају у касној сезони.
Размножавање ове врсте је означено исцрпљивањем залиха енергије. Залихе масти, протеина и  енергије смањују се од последњих тренутака морске миграције кроз улазак у слатке воде, мрештење и смрт. Црвени лососи се не хране током репродукције. Храњење се завршава након што уђу у слатку воду, што може бити и неколико месеци пре мреста. Ембриони се одржавају само ендогеним залихама хране око 3–8 месеци. Ако изгубе превише енергије, можда се неће бити у могућности да се паре.
Агресивно понашање које показују доминантне женке углавном је усмерено према наметнутим доминантним мужјацима. Понекад се мужјаци агресивно понашају према подређеним мужјацима. Ови сусрети су кратки, с налетом мужјака након једне или две агресивне интеракције. Женке за мрешћење усмеравају своју агресију првенствено према наметнутим или другим мрестим женкама које се налазе у близини. Међутим, они могу агресију усмерити и против наметљивих или подређених мужјака. Агресивне интеракције између женки трају кратко. Уљез се повлачи и женка која се мрести смешта се у место где је положила јаја. Ови агресивни акти важни су у смислу репродуктивног успеха, јер одређују квалитет места гнездења које женка добија и приступ мужјацима.
Такмичење за храну или простор док је лосос у периоду боравка у језеру може постојати. То се дешава углавном код млађих примерака који се паре или када је присутно више класа ове врсте. То се може догодити и када недостају ресурси. Може се догодити и интертерпецифична конкуренција која може довести до интерактивне сегрегације, када врсте наглашавају разлике у начину исхране и станишта како би избегле конкуренцију.

## Риболов
Укупнан регистрован лов на црвеног лососа у 2010. години износио је око 170.000 тона, од чега је 115.000 тона било из Сједињених Држава, а остатак је подељен подједнако између Канаде и Русије. То одговара око 65 милиона риба укупно и око 19% риболова свих пацифичких врста лососа.
Комерцијални риболовци на Аљасци лове ову врсту користећи мреже и продају црвеног лососа као свеже или замрзнуте филете. Годишњи улов може достићи 30 милиона риба у заливу Бристол на Аљасци, месту где се улови највише врста црвеног лососа на свету.
Црвени лосос је веж дуго важан у култури и исхрани приморских народа Британске Колумбије.
Највећа мрестишта у Азији налазе се на полуострва Камчатка, посебно на реци Озерна и језеру Куриле, који чини готово 90% укупне производње азијског лососа и препознато је као највеће мрестилиште изван Аљаске. Илегални риболов на Камчатки такође није реткост. Црвени лосос се готово никада не узгаја вештачки.